# Gerardo Grassi

Stemma della famiglia Grassi

Gerardo Grassi (Bologna, ... – 1165 circa) è stato un vescovo cattolico italiano.

## Biografia
Gerardo Grassi era figlio di Alberto di origine bolognese, ma nativo dalla famiglia Grassi originaria dalla Polonia che era iscritta all'ordine senatorio. Alberto era stato ambasciatore alla corte di Enrico V di Franconia. Gerardo fin da giovanissimo fu avviato alla carriera ecclesiastica, diventando vescovo della sua città nell'anno 1148, per volere di Papa Eugenio III, e giurando nel castello di Monteveglio Fedeltà a Bologna. L'antipapa Vittore IV lo depose da incarico di vescovo nel 1160, ritornando nella sede vescovile dopo quattro anni. La sua presenza è citata negli sconti tra il paese di Nonantola e Modena.
Gerardo con i suoi fratelli nel 1133 il 6 febbraio, donarono ai canonici del convento di S. Vittore, e di S. Giovanni in Monte un terreno a suffragio dell'anima del padre presso Castiglione.
Secondo la leggenda ricostruita dal giureconsulto bolognese del XV secolo Graziolo Accarisi, durante il suo episcopato la diocesi ottenne da Bisanzio la cessione di un'immagine sacra, raffigurante la Madonna di San Luca, che si dice sia stata dipinta dall'Evangelista in persona. L'icona, ancora oggi venerata e molto cara alla popolazione bolognese, secondo un documento falso prodotto dal sacerdote don Carlo Antonio Baroni (1647-1704), sarebbe stata data in affidamento dal vescovo Gerardo alle sorelle Azzolina e Beatrice Guezi, due pie donne che sarebbero vissute da eremite sul Colle della Guardia.
Il vescovo Gerardo Grassi morì probabilmente nel 1165.